# Hyresrättsinnehavare
Hyresrättsinnehavare eller hyresgäst kallas den som hyr sin bostad. Det kan vara en hyresrätt (en lägenhet i ett så kallat hyreshus). I fall då endast en del av ett småhus eller en lägenhet hyrs ut och hyresvärden bor i en annan del av huset eller lägenheten kallas hyresgästen underhyresgäst och rättigheter och skyldigheter är något annorlunda. Hyresgäst i andra hand är den som hyr sin bostad av en hyresgäst.

## Hyresgäster i Finland
Hyresförhållanden regleras i Lag om hyra av bostadslägenhet och i hyresavtal, som skall göras upp skriftligen. För vissa hyresförhållanden där hyresvärden är ett offentligt samfund gäller särskilda bestämmelser. Oskäliga villkor i hyresavtal kan jämkas eller lämnas obeaktade enligt bestämmelser i konsumentskyddslagen.
Bostäder kan hyras ut på bestämd tid eller tills vidare. I det förra fallet kan hyresförhållandet endast i särskilda fall sägas upp ensidigt innan hyrestidens utgång. Om inget skriftligt hyresavtal gjorts upp gäller hyresavtalet tills vidare, likaså i vissa fall då hyresavtal på viss tid gjorts upp mer än två gånger i följd med samma hyresgäst. Hyresavtal förblir i kraft också om bostaden säljs eller ärvs.
Hyresavtal som gäller tills vidare kan sägas upp av hyresgästen eller hyresvärden. Uppsägningstiden är en kalendermånad för hyresgästen och tre eller sex kalendermånader för hyresvärden. Ett hyresavtal skall sägas upp skriftligen och bevisligen (eller så som bestäms om stämning) och så att grunden för uppsägningen anges. En uppsägning som inte fyller formkraven är utan verkan. Om uppsägningen är oskälig för hyresgästen och hyresvärden inte har en godtagbar orsak till uppsägningen kan domstol förklara den vara utan verkan. Samma gäller om grunden för uppsägningen är en oskälig hyreshöjning. Uppsägning som inte följt god sed kan också ge hyresgästen rätt till skadestånd.
Hyresgästens familj särbehandlas. Hyresvärden kan inte förbjuda att hyresgästens maka och till familjen hörande barn också bor i bostaden. Makarna ansvarar tillsammans för förpliktelserna i hyresavtalet och uppsägning av hyresavtalet måste om möjligt godkännas också av maken. Hyresrätten kan i allmänhet överföras på make, familjens barn eller på förälder som bor i bostaden och dessa har också rätt att ta över hyresförhållandet om den som hyrt bostaden dör. Då ett förhållande upphör kan domstol bestämma att endera parten får ta över bostaden, oberoende av i vems namn hyresavtalet gjorts upp.
Makar som bor i gemensam bostad särbehandlas. Hyresgästen har inte rätt att motsätta sig att en make eller hyresgästens barn flyttar in i lägenheten eller, om det inte vållar olägenhet, att den används också av andra släktingar. Makarna är båda ansvariga för förpliktelserna i hyresavtalet och en make har rätt att bo kvar också då den i vars namn hyresavtalet varit avlider eller flyttar.

## Hyresgäster i Sverige
Upplåtesleformen där en person varaktigt hyr en bostad kallas i Sverige hyresrätt. Hyresgäster har i Sverige besittningsskydd enligt hyreslagen, det vill säga han/hon ej kan avhändas lägenheten (vräkas) så länge åtagandena enligt ett upprättat hyreskontrakt fullföljs. Hyresgäst kan tillhöra en hyresgästförening, som bevakar hyresgästers rätt och även har förhandlingsrätt, bland annat beträffande fastställande av hyran. Enskilda hyresgäster kan dock själva ha samma förhandlingsrätt, men det krävs att de ansöker om det hos hyresnämnden. Den mest kända hyresgästföreningen är Hyresgästernas riksförbund, allmänt kallad bara Hyresgästföreningen eftersom det under lång tid bara fanns en sådan organisation i Sverige.